# Lista de emisiuni difuzate de History Channel
Emisiuni difuzate in trecut.
Cuprins: Început - 0–9 A B C D E F G H I J K L M N O P Q R S T U V W X Y Z

## 0–9
- 10 Days That Unexpectedly Changed America
- 101 Fast Foods That Changed The World
- 101 Gadgets That Changed The World
- 101 Inventions That Changed The World
- 101 Objects That Changed The World
- 101 Things That Changed The World
- 102 Minutes That Changed America
- 12 Days That Shocked the World
- 1968 With Tom Brokaw
- 20th century with Mike Wallace
- 60 Hours
- 70s Fever
- 9/11 Conspiracies: Fact or Fiction
- 9/11: State of Emergency
- 9/11: The Days After

## A
- A Distant Shore: African Americans of D-Day
- Aftershock: Beyond the Civil War
- Alaska: Big America
- Alaska: Dangerous Territory
- America: The Story of Us
- America Unearthed
- American Eats: History on a Bun
- American Eats
- American Pickers
- American Restoration
- The American Revolution
- Ancient Aliens
- Ancient Discoveries
- Ancient Mysteries
- Ancients Behaving Badly
- Andrew Jackson
- Angels and Demons: Decoded
- Ape to Man
- Apocalypse Man
- Apocalypse PA
- Armageddon
- Around the World in 80 Ways
- Auto-Maniac
- Automobiles
- Ax Men

## B
- Back to the Blueprint
- Band of Brothers
- Banned from the Bible
- Barbarians
- Battle 360°
- Battles BC
- Battlefield Detectives
- The Beatles On Record
- Beltway Unbuckled
- Ben Franklin
- The Bible Code: Predicting Armageddon
- Big Shrimpin'
- Black Blizzard
- Blood Diamonds
- Boneyard
- Boys' Toys
- Brad Meltzer's Decoded
- Breaking Vegas

## C
- Cajun Pawn Stars
- The Century: America's Time
- The Century of Warfare
- Chasing Mummies
- Christianity: The First Thousand Years
- Christianity: The Second Thousand Years
- Cities of the Underworld
- Civil War Combat
- Civil War Journal
- Clash of the Gods
- The Cole Conspiracy
- Color of War
- Columbus: The Lost Voyage
- Comets: Prophets of Doom
- Comic Book Superheroes Unmasked
- Command Decisions
- Commander in Chief
- The Conquerors
- Conquest
- Conquest of America
- Conspiracy?
- Countdown to Ground Zero
- The Crusades: Crescent and the Cross
- Cowboys and Outlaws
- Custer's Last Man (I Survived Little Bighorn)

## D
- Da Vinci and the Code He Lived By
- The Dark Ages
- Day After Disaster
- The Day the Towers Fell
- Dead Men's Secrets
- Death Road
- Decisive Battles
- Declassified
- Decoding the Past
- Deep Sea Detectives
- Digging for the Truth
- Dinosaurs Unearthed (TV Series)
- Disasters of the Century
- Dogfights
- Double 'F'

## E
- Einstein
- Engineering an Empire
- Engineering Disasters
- Evolve
- Exorcism: Driving Out the Devil
- Expedition Africa
- Extreme History with Roger Daltrey
- Extreme Marksmen
- Extreme Trains

## F
- Fabulous Treasures
- Fact to Film
- Failure Is Not an Option
- FDR: A Presidency Revealed
- Fear Files
- The First Days of Christianity
- First Invasion: The War of 1812
- First Apocylaphse
- Food Tech
- Fort Knox: Secrets Revealed
- Founding Brothers
- Founding Fathers
- The French Revolution
- Full Throttle
- Full Metal Jousting

## G
- Gangland
- Gates of Hell
- Gerald Ford: A Man and His Moment
- Gettysburg
- God vs. Satan
- The Godfather Legacy
- Gods and Goddesses
- The Great American History Quiz
- Great Crimes and Trials
- Grounded on 9/11
- The Great Ships
- Guts + Bolts

## H
- Hairy Bikers
- Harvest
- Haunted History
- Heavy Metal
- "Herbert Bail Bonds"
- Heroes under Fire
- Hidden Cities
- Hidden House History
- High Hitler
- Hillbilly: The Real Story
- Hippies
- History Films
- History IQ
- History Now
- A History of God
- The History of Sex
- History of the Joke
- History Rocks
- History in Color
- History Undercover
- History vs. Hollywood
- History's Business
- History's Greatest Mysteries
- History's Lost & Found
- History's Mysteries
- History's Turning Points
- Hitler and Stalin: Roots of Evil
- Hitler and the Occult
- Hitler's Family
- Hitler's Henchmen
- Hitler's Women
- The Holy Grail
- Home for the Holidays: The History of Thanksgiving
- Hooked: Illegal Drugs & How They Got That Way
- Hotel Ground Zero
- How Bruce Lee Changed the World
- How Life Began
- How the Earth Was Made
- How the States Got Their Shapes
- How William Shatner Changed the World
- Human Weapon

## I
- Ice Road Truckers
- In Search of History
- Incredible but True?
- Indiana Jones and the Ultimate Quest
- Inside Islam
- Inspector America
- Invention USA
- I Am Alive: Surviving the Andes Plane Crash
- Investigating History
- IRT Deadliest Roads
- It's Good to be President
- Icon's of Power

## J
- Jefferson
- Jesus: The Lost 40 Days
- Jesus of Nazareth
- JFK: 3 Shots That Changed America
- JFK: A Presidency Revealed
- Journey to 10,000 BC Arhivat în 12 septembrie 2013, la Wayback Machine.
- Jumbo Movies
- Jurassic Fight Club

## K
- The Kennedy Assassination: 24 Hours After
- The Kennedy Assassination: Beyond Conspiracy (Peter Jennings Reporting)
- Kennedys: The Curse of Power
- King
- The Ku Klux Klan: A Secret History

## L
- The Last Days of World War II
- Last Stand of the 300
- Legacy of Star Wars
- Liberty's Kids
- Life After People
- Lincoln
- The Lincoln Assassination
- Live From '69: Moon Landing
- Lock N' Load with R. Lee Ermey
- The Long March
- The Lost Evidence
- Lost Worlds

## M
- MadHouse
- Mail Call
- Making a Buck
- Making The 9/11 Memorial
- Man, Moment, Machine
- The Man Who Predicted 9/11
- Mankind Decoded
- Mankind The Story of All of Us
- Manson
- Marked
- Mavericks, Miracles & Medicine
- Mega Disasters
- Mega Movers
- The Men Who Built America
- The Men Who Killed Kennedy
- The Miracle of Stairway B
- Modern Marvels
- MonsterQuest
- Moonshot
- More Extreme Marksmen
- More Sex in the Civil War
- The Most
- Motorheads
- Mountain Men
- Mounted in Alaska
- Mud Men
- MysteryQuest

## N
- Napoleon
- Nazi America: A Secret History
- The Next Big Bang
- Nixon: A Presidency Revealed
- Nostradamus Effect

## O
- Off the Grid
- Only in America with Larry the Cable Guy

## P
- Patton 360
- Pawn Stars
- The People Speak
- The Plague
- Predator X
- Presidential Prophecies
- The Presidents
- The President's Book of Secrets

## Q
- Quest for King Arthur

## R
- Rats, Bats & Bugs
- Reagan
- Real Deal
- The Real Face of Jesus?
- The Real Scorpion King
- The Real Story of Christmas
- The Real Story of Halloween
- The Real Story of Thanksgiving
- The Real West
- Reel to Real
- Return of the Pirates
- The Revolution
- Rise and Fall of the Berlin Wall
- Rome: Engineering an Empire
- Rommel
- Ronald Reagan: A Legacy Remembered
- Russia, Land of the Tsars

## S
- Sahara
- Sandhogs
- Save Our History
- Secret Access: Air Force One
- Secret Societies
- Secrets of Christianity
- Secrets of the Founding Fathers
- Seven Deadly Sins
- Sex in the Ancient World
- Shadow Force
- Shark Wranglers
- Sharp Shooters
- Sherman's March
- Shockwave
- Shootout!
- Sliced
- Sniper: Inside the Crosshairs
- Spy Web
- The St. Valentine's Day Massacre
- Stan Lee's Superhumans
- Star Trek: Beyond the Final Frontier
- Star Wars Tech
- Star Wars: The Legacy Revealed
- The States
- The Story Of Anthony Adegoke: The Legend
- Street Gangs: A Secret History
- strip the city
- Style Icon
- Suicide Missions
- Superhuman
- Surviving History
- Swamp People
- Sworn to Secrecy

## T
- Tactical to Practical
- Tales of the Gun
- Targeted
- Tech Effect
- Tech Force
- That's Impossible (show)
- The Lost Evidence
- THC classroom
- Third Reich: The Fall
- Third Reich: The Rise
- This Week in History (2000–2002), produced by Robert Sharenow.
- Time Machine
- Titanic at 100: Mystery Solved
- Titanic's Final Moments: Missing Pieces
- Titanic's Tragic Sister
- To the Best of My Ability
- Top Gear (U.S. TV series)
- Top Shot
- Tora, Tora, Tora: The Real Story of Pearl Harbor
- Tougher in Alaska
- TR-An American Lion
- Trial by Fire
- Trains Unlimited
- True Action Adventures
- True Caribbean Pirates
- The True Story of Alexander the Great
- The True Story of Hannibal

## U
- UFO Files
- UFO Hunters
- Underwater Universe
- Unforgettables
- United Stats of America
- The Universe

## V
- Valkyrie: The Plot to Kill Hitler
- Vietnam in HD
- Voices From Inside the Towers
- Vanishings

## W
- Warrior Queen Boudica
- Warriors
- We Can Make You Talk
- Weapons at War
- Weird U.S.
- Weird Warfare
- Where Did It Come From?
- The White House: Behind Closed Doors
- Who Wrote the Bible
- Wild West Tech
- Witch Hunt
- The Works
- Woodstock
- The World Trade Center: Rise and Fall of an American Icon
- World War II From Space[1]
- WWII in HD

## X
- The XY Factor

## Y
- You Dont Know Dixie
- The Young Indiana Jones Chronicles

## Z
- Zero Hour

1. ↑  Kemp, Stuart; Kemp, Stuart (27 noiembrie 2012), History Channel Schedules ‘World War II From Space’ Special (în engleză), The Hollywood Reporter